# جوليان جراك
جوليان جراك (بالفرنسية: Julien Gracq)‏ كاتب فرنسي واسمه الحقيقي لويس بوارييه ، ولد في 27 يوليو 1910 بسانت لورانت لي فييل ماين ولوار ، وتوفي في 22 ديسمبر 2007 بأنجير.

## روابط خارجية
- جوليان جراك على موقع IMDb (الإنجليزية)
- جوليان جراك على موقع مونزينجر (الألمانية)
- جوليان جراك على موقع قاعدة بيانات الفيلم (الإنجليزية)